# IC 588
IC 588 је спирална галаксија у сазвјежђу Секстант која се налази на листи објеката дубоког неба у Индекс каталогу.
Деклинација објекта је + 3° 3' 30" а ректасцензија 10h 2m 7,0s. Привидна величина (магнитуда) објекта IC 588 износи 13,8 а фотографска магнитуда 14,7. IC 588 је још познат и под ознакама UGC 5399, MCG 1-26-10, CGCG 36-23, NPM1G +03.0240, PGC 29057.